# Vierlinden (Duisburg)

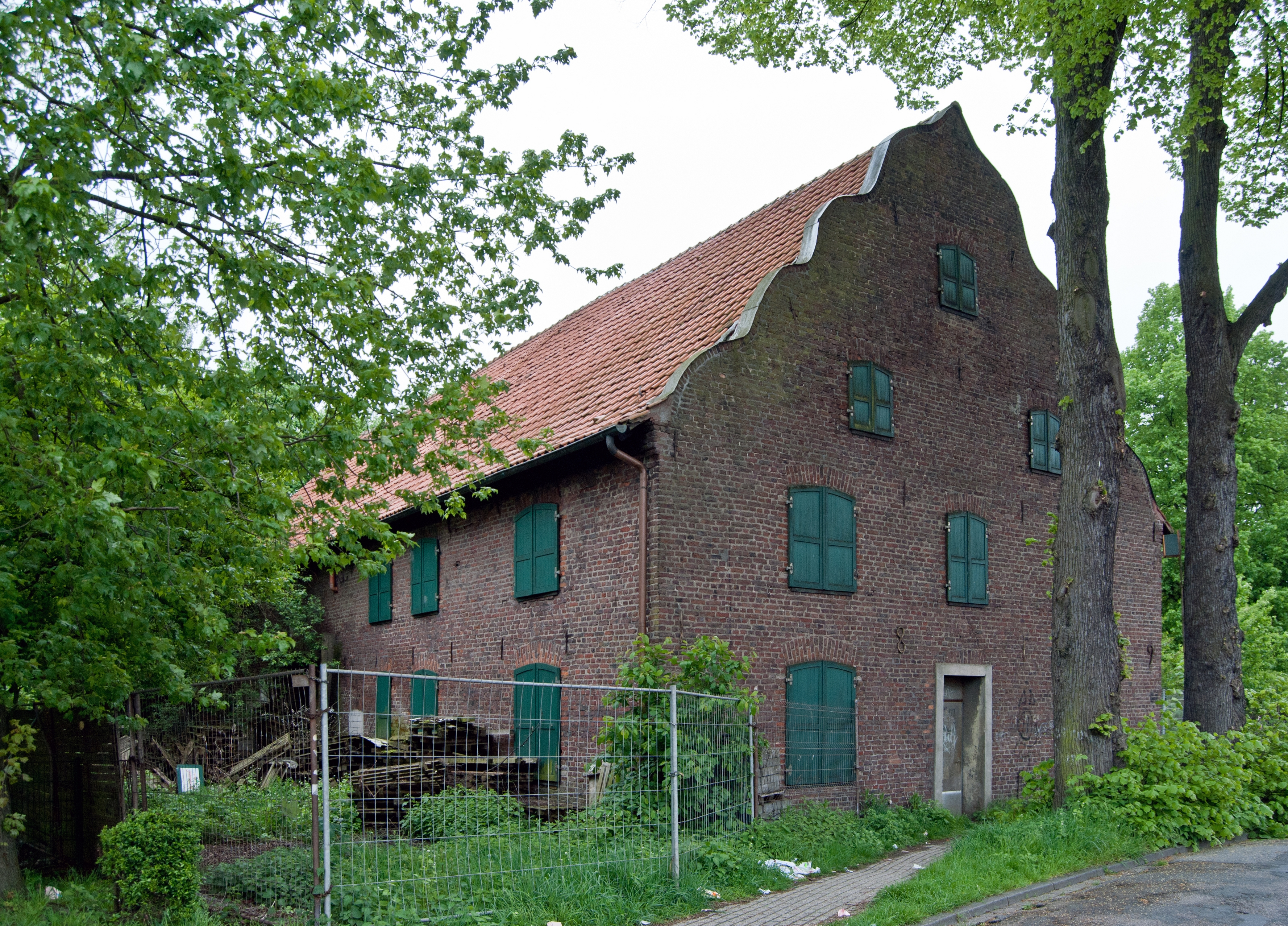
2012 abgebranntes Gebäude des ehemaligen Vierlindenhofs kurz vor dem Brand

Vierlinden ist ein rechtsrheinischer Stadtteil von Duisburg. Er liegt am nördlichen Stadtrand an der Grenze zur Nachbarstadt Dinslaken und gehört zum Stadtbezirk Walsum. Vierlinden hat 12.317 Einwohner (Stand: 31. Dezember 2023).

## Geografie
Der Stadtteil umfasst eine Fläche von 2,28 Quadratkilometern und liegt im Norden des Duisburger Stadtgebiets. Benachbarte Ortsteile sind Overbruch im Norden, Aldenrade im Süden und Alt-Walsum im Westen. An seinem östlichen Rand grenzt Vierlinden an die Stadt Dinslaken. Die Distanz zum weiter westlich verlaufenden Rhein beträgt rund drei Kilometer. Etwa einen Kilometer in nordöstlicher Richtung befindet sich mit der Emscher ein weiterer Fluss. 

## Geschichte
Zum erweiterten historischen Kontext siehe auch Geschichte der Stadt Duisburg und Geschichte von Walsum. 
Seine heutige Form nahm der vormals relativ dünn besiedelte Ortsteil durch Entwicklungen im späten 19. und 20. Jahrhundert an. Eine Besiedlung des Gebiets zur Römerzeit im 2. und 3. Jahrhundert lässt sich durch entsprechende historische Funde belegen; vermutlich handelte es sich hierbei um eine einzelne Hofanlage. Im Mittelalter existierte eine kleine Siedlung, während die gesamte Umgebung ländlich geprägt war und zahlreiche weitere Weiler und Gehöfte aufwies. Die Stelle des damaligen Ortes war ausgesprochen sumpfig und wahrscheinlich wurde im 9. oder 10. Jahrhundert mit ihrer Bebauung begonnen. Auch das mittelalterliche Rittergut Haus Watereck zählt zum Gebiet des heutigen Vierlinden.
Der Vierlindenhof, dessen verbliebenes Scheunengebäude 2012 abbrannte und zwei Jahre darauf abgerissen wurde, entstand um 1800. Er war nach vier davor stehenden Linden benannt und diente in den 1920er-Jahren als Vorlage für den Namen des Ortsteils. Erst in dieser Zeit legte der zu Walsum zählende Ortsteil seinen ländlichen Charakter ab und entwickelte sich zu einem städtisch besiedelten Gebiet. Maßgeblich hierfür war der Bergbau und die Gründung der nahegelegenen Zeche Walsum im Jahr 1927. Bedeutend war Vierlinden jedoch nur als Wohnort für die Arbeiter, da nie direkt vor Ort Kohle abgebaut wurde. Im frühen 20. Jahrhundert diente das Gebäude Römerhof zeitweise als Sitz der Gemeindeverwaltung Walsums.
In der jüngeren Vergangenheit verlor dieser Bergbau als Wirtschaftszweig an Bedeutung – die Zeche Walsum schloss 2008 –, ist in der lokalen Kultur aber erhalten geblieben. Seit dem 1. Januar 1975 ist Vierlinden durch die Eingemeindung der vorher selbständigen Stadt Walsum ein Stadtteil von Duisburg.

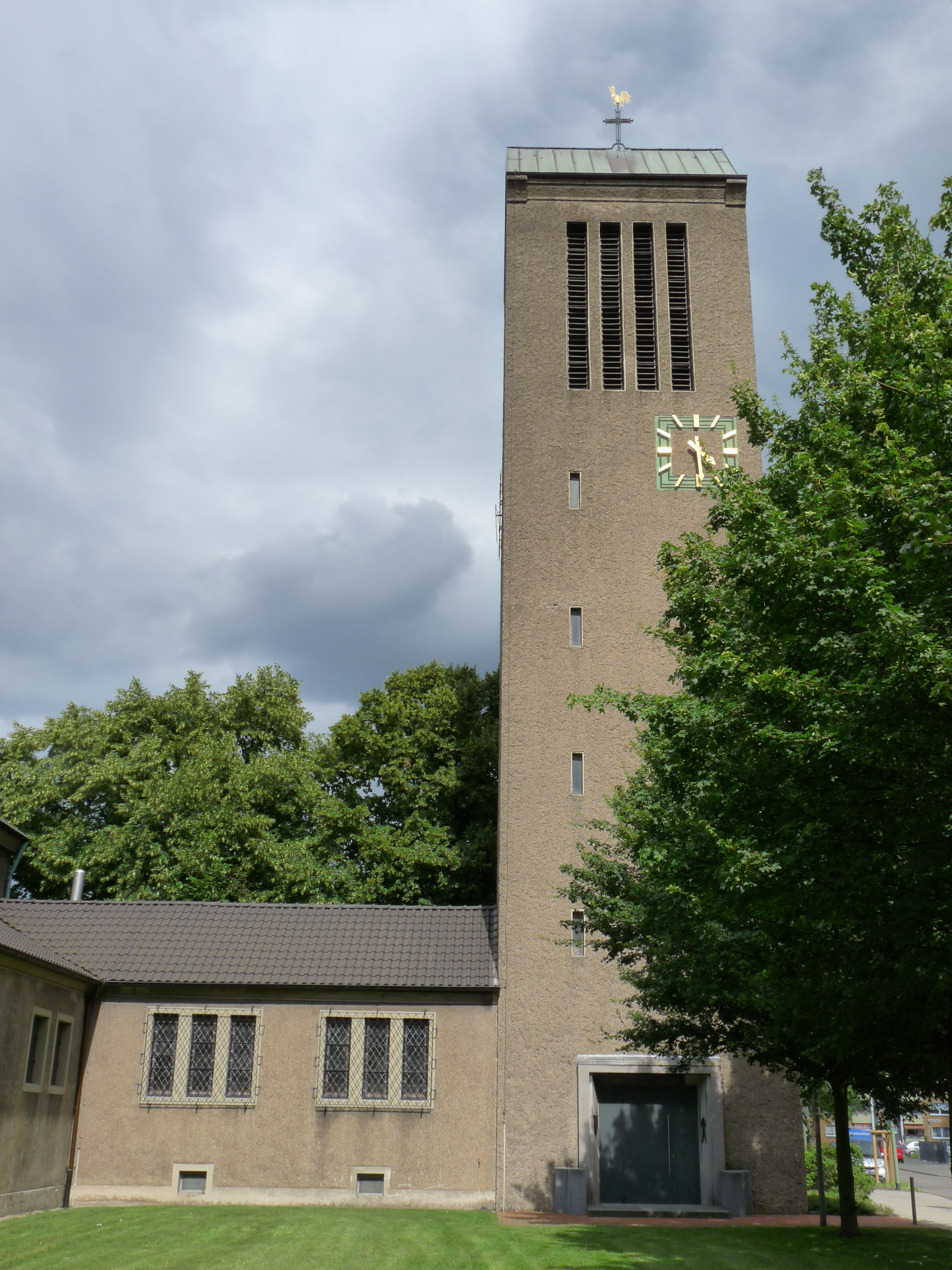
Katholische Kirche St. Elisabeth

## Kirche
Die katholische Kirche St. Elisabeth wurde 1927 und 1928 nach einem Entwurf des Walsumer Architekten Ferdinand Thiele als dreischiffige Basilika erbaut, und zwar zunächst als Notkirche mit 300 Sitzplätzen. Der Turm wurde 1953 angebaut.
Die St.-Elisabeth-Kirche wurde am 27. August 2023 profaniert. Anschließend wurde sie zu einem Pflegeheim umgebaut. Gottesdienste werden weiterhin im gegenüberliegenden Pfarrheim gefeiert.
Zur Kirche gehört der 1960 eröffnete Kindergarten gleichen Namens.

## Verkehr
Durch den Stadtteil führen die Landesstraßen 1 (als Fortsatz der Bundesstraße 8) und 396. Am östlichen Ende verläuft zudem die A 59, welche dort zugleich die Grenze zu Dinslaken markiert und in südlicher Richtung als Stadtautobahn durch Duisburg führt. Die A59 ist Duisburgs Nord-Süd-Achse im Straßenverkehr und beginnt in Duisburg-Vierlinden an der Anschlussstelle Dinslaken-West, welche sich an der als Friedrich-Ebert-Straße bezeichneten B8 befindet und aus dieser abzweigt.
Im öffentlichen Personennahverkehr führt die Straßenbahnlinie 903 durch Vierlinden und besitzt dort die Haltestellen Vierlinden und Watereck. Letztere verfügt über eine Wendemöglichkeit für Straßenbahnen. In nördlicher Richtung stellt die 903 eine direkt Verbindung nach Dinslaken her und endet dort am Bahnhof, wo zum Regionalen Bahnverkehr umgestiegen werden kann. In südlicher Richtung fungiert die 903 als Nord-Süd-Achse Duisburgs im ÖPNV und führt weiter über Walsum Rathaus, Fahrn, Marxloh, Hamborn, Meiderich, Duissern, Innenstadt (Hauptbahnhof), Hochfeld, Wanheim-Angerhausen bis nach Hüttenheim. Des Weiteren verkehrt eine Schnellbuslinie (SB40) von Vierlinden über Rathaus Walsum (Halt der 903) und dann Non-Stop über die A59 zum Hauptbahnhof. Die Straßenbahnlinie 903 wird an der Haltestelle Vierlinden auch von der Schnellbuslinie erreicht. Am Franz-Lenze-Platz verkehren dann noch die Ringlinie 905/906 ergänzt, welche zum Stadtteilknoten Franz-Lenze-Platz verkehrt, sowie nach Overbruch, Alt-Walsum oder Rathaus Walsum (Umsteigemöglichkeit zur Linie 903), Wehofen, Oberhausen-Holten, Marxloh, Hamborn, Beeck bis nach Beeckerwerth und die Linie 915 nach Dinslaken. Alle diese Linien mit Ausnahme der Linie 915 werden von der Duisburger Verkehrsgesellschaft (kurz DVG) betrieben. Die Linie 915 wird von der NIAG betrieben.
| Linie   | Verlauf |                            |
| ------- | --- | -------------------------- |
| 903     | Dinslaken Bf1 – Watereck2 – Walsum Rathaus – Fahrn Schwan – Marxloh Pollmann – Hamborn Rathaus – Landschaftspark Nord – Meiderich Bf – Auf dem Damm – Duissern – Duisburg Hbf – König-Heinrich-Platz – Steinsche Gasse – Pauluskirche – Hochfeld Süd Bf – Rheintörchenstraße3 – Wanheim-Angerhausen – Hüttenheim4 | 15 min (1-4) 7,5 min (2-3) |
| SB 40   | Walsum Overbruch – Franz-Lenze-Platz – Vierlinden – Walsum Rathaus – Duisburg Hbf – Duisburg Hbf Osteingang Halbstündiger Takt zur HVZ. Sonst stündlicher Takt. | 60 min                     |
| 905/906 | Die Linie 905 verkehrt gegen und die Linie 906 im Uhrzeigersinn: Marxloh Pollmann – Fahrn Schwan – Alt-Walsum Friedhof – Overbruchstraße – Franz-Lenze-Platz – Walsum Rathaus – Duisburg-Wehofen – Oberhausen-Holten Markt – Duisburg-Wehofen – Marxloh Pollmann                                                  |                            |
| 915     | Dinslaken-Lohberg – Dinslaken-Gewerbegebiet Mitte – Dinslaken Bf. – Dinslaken-Kaufmännische Schulen – Duisburg-Overbruch – Walsum-Vierlinden, Franz-Lenze-Platz |                            |

## Stadtteilbild
Die Wohnbebauung Vierlindes besteht zum überwiegenden Teil aus einstigen Bergarbeitersiedlungen. Einen zentralen Ort bildet der Franz-Lenze-Platz. Dort befindet sich eine Reihe von Geschäften, die von zwei wöchentlichen Markttagen ergänzt werden. Überdies hat die Stadtteilbibliothek in unmittelbarer Nähe ihren Standort. Zuletzt liegt dort eine größere Grünfläche mit zugehörigem Bolzplatz.

## Sport
Das Allwetterbad Walsum zeichnet sich dadurch auf, dass sich die Dachkonstruktion dieses Schwimmbades bei Bedarf öffnen bzw. schließen lässt.
Ein bedeutender lokaler Sportverein ist die 1928 gegründete DJK Vierlinden. Sie umfasst verschiedene Abteilungen, unter anderem werden Fußball, Basketball und Volleyball angeboten. Im Jahr 2016 gehörten dem Verein 979 Mitglieder an. Der spätere Fußballprofi Thorsten Albustin trug in seiner Jugend das Trikot des Klubs.